# Київська сотня
Київська сотня — адміністративно-територіальна та військова одиниця Київського полку у добу Гетьманщини.

## Історія
За Реєстром 1636 року, Київська сотня входила до складу Білоцерківського козацького полку Речі Посполитої. Як частина ж Війська Запорозького утворилася у складі Київського полку весною 1648 р. Як його адміністративна та військова одиниця юридично оформлена у жовтні 1649 року Зборівським реєстром. В той час сотня поділялася на чотири підрозділи, які разом нараховували 516 козаків. Сотниками призначені Григорій Піщєнко (полкової сотні), Панас Предримирський (печерський сотник), Самійло Білецький та Тихін Нагорний. Осідком вcix чотирьох було місто Київ.
Після Андрусівської угоди 1667 р. до Київської сотні увійшла Броварська сотня, а також містечка правобережжя Дніпра, котрі відійшли до Московського царства і які у 1649—1654 pp. були окремими сотнями Київського полку: Білогородка, Васильків, Вишгород, Лісники, Мотовилівка, Обухів, Переварка (Пріорка?), Стайки, Трипілля, Ходосівка. Вони стали територією Київської сотні, що фактично зайняла половину території всього Київського полку. У листопаді 1708 року за наказом Петра І сотенний центр Київської сотні перенесено до містечка Бровари на Лівобережжі, а місто Київ стало центром окремої, створеної царським указом 18 (29) грудня 1708 року, Київської губернії. Сотня у 1719 році увійшла до території Київської провінції цієї губернії.
У 1782 році Київська сотня була ліквідована, а її територія розділена між Київським та Остерським повітами Київського намісництва.

### Сотники[3]
| - Яненко Павло (? — 1650 — ?) - Крюковський Михайло (1657 — ?) - Третяк Семен (1658 — ?) - Шульга (? — 1658 — ?) - Григорій (? — 1661 — ?) - Шило Ярема (? — 1666 — ?) - Олефірович Григорій (? — 1669 — ?) - Волошин Андрій Тимофійович (? — 1671—1672 — ?) - Ляшко Федір Андрійович (? — 1672 — ?) - Степанський Михайло (? — 1675—1678 — ?) - Туптало Сава Григорович (? — 1682—1686 — ?) - Бутрименко Іван Петрович (? — 1688—1691) - Шидловський Андрій (? — 1691 — ?) - Сакович Олександр (1693—1695 — ?) | - Третяк Федір Семенович (? — 1699 — ?) - Голицький Процик (? — 1701—1704 — ?) - Дейнека Михайло (? — 1706 — ?) - Климович Трохим (? — 1707 — ? нак., ? — 1708—1711 — ?) - Ставронський Семен Романович (? — 1721 — ?) - Синявський Іван (? — 1725 — ?) - Ус (1726 нак.) - Жила Ярема Гаврилович (1725 нак.; 1729—1742) - Жила Петро Яремович (1742—1743) - Гудима Павло Іванович (1743—1760) - Кустовський Семен Петрович (1752 нак.) - Гудима Михайло Павлович (1760—1772) - Гудима Яків Павлович (1772—1781) - Загоровський Іван (1781—1782) |

### Сотенні отамани
- Бутрим Петр (? — 1656 — ?)
- Скочко Ничипір (? — 1666 — ?)
- Трохимович Артем (? — 1676 — ?)
- Науменко Іван (? — 1682 — ?)
- Осипович Леонтій (? — 1691 — ?)
- Загорний Василь (? — 1701 — ?)
- Дейнека Матвій (? — 1707—1725 — ?)
- Молка Андрій (? — 1730).
- Барабаш Василь (1730—1731 — ?).
- Кустовський Семен (? — 1740—1742 — ?).
- Кругляк Лука (? — 1746—1750).
- Харлан Василь (1746 похідний отаман).
- Кустовський Семен (1750—1754).
- Блажевський Василь (1763—1767).
- Комарницький Петро (1768—1778).
- Куликовський Федір Григорович (1779—1781 — ?).

### Писарі
- Левицький Федір (? — 1701 — ?)
- Вербицький Омелян (? — 1721 — ?)
- Чемкальський Яків (? — 1739—1742 — ?)
- Смирній Стефан (? — 1745—1747 — ?)
- Корницький Степан (? — 1750—1751 — ?)
- Богословський Григорій (1751—1754)
- Маслович Павло (? — 1766 — ?)
- Підвисоцький (? — 1767).
- Голяк Лука (1771–1774 — ?)
- Язловицький (? — 1777 — ?)

### Осавули
- Голик Григорій (? — 1742—1746 — ?)
- Йосипів Семен (? — 1748 — ?)
- Голик Григорій (? — 1750—1753 — ?)
- Комарницький Федір (1764—1768 — ?)
- Куликовський Федір Григорович (1767—1779)

### Хорунжі
- Гокало Герасим Федорович (? — 1701—1721 — ?)
- Гокало Кирило (? — 1739—1742 — ?)
- Дмитряк Григорій (? — 1746 — ?)
- Єлець Федір (? — 1749 — ?)
- Дмитряк Григорій (? — 1750 — ?)
- Гокало Антон (? — 1760)
- Блажевський Василь (1760—1764 — ?)
- Недільський Єлисей (? — 1766 — ?)

## Опис Київської сотні (1781 року)
За описом Київського намісництва 1781 року наявні наступні дані про кількість сіл та населення Київської сотні напередодні ліквідації:
| Містечка, села, селища і хутори Київської сотні | Дворян і шляхетства | Різночинців | Духовенства | Церковників | Греків | Хат              | Хат                   | Хат   | Хат                                        | Хат                                                           | Всього | Всього                             |
| Містечка, села, селища і хутори Київської сотні | Дворян і шляхетства | Різночинців | Духовенства | Церковників | Греків | козаків виборних | козаків підпомічників | міщан | посполитих коронних, в тому числі рангових | посполитих власницьких, різночинських і козацьких підсусідків | хат    | за останньою 1764 року ревізії душ |
| ----------------------------------------------- | ------------------- | ----------- | ----------- | ----------- | ------ | ---------------- | --------------------- | ----- | ------------------------------------------ | ------------------------------------------------------------- | ------ | ---------------------------------- |
| У Київському повіті:                            |                     |             |             |             |        |                  |                       |       |                                            |                                                               |        |                                    |
| місто Київ з передмістям                        | 150                 | 1304        | 60          | 15          | 3      | —                | 67                    | 1514  | 321                                        | 182                                                           | 2084   | —                                  |
| село Вишгород                                   | —                   | —           | 1           | 1           | —      | —                | —                     | —     | —                                          | 47                                                            | 47     | —                                  |
| село Нові Петрівці                              | —                   | —           | 1           | 1           | —      | —                | —                     | —     | —                                          | 67                                                            | 67     | —                                  |
| селище Старі Петрівці                           | —                   | —           | —           | —           | —      | —                | —                     | —     | —                                          | 33                                                            | 33     | —                                  |
| село Лютіж                                      | —                   | —           | 1           | —           | —      | —                | —                     | —     | —                                          | 24                                                            | 24     | —                                  |
| селище Борки                                    | —                   | —           | —           | —           | —      | —                | —                     | —     | —                                          | 29                                                            | 29     | —                                  |
| селище Гута                                     | —                   | —           | —           | —           | —      | —                | —                     | —     | —                                          | 7                                                             | 7      | —                                  |
| село Мостище                                    | —                   | —           | 1           | —           | —      | —                | —                     | —     | —                                          | 12                                                            | 12     | —                                  |
| село Романівка                                  | —                   | —           | 1           | —           | —      | —                | —                     | —     | —                                          | 12                                                            | 12     | —                                  |
| селище Біличі                                   | —                   | —           | —           | —           | —      | —                | —                     | —     | —                                          | 17                                                            | 17     | —                                  |
| містечко Білогородка                            | —                   | —           | 1           | 1           | —      | —                | —                     | —     | —                                          | 69                                                            | 69     | —                                  |
| селище Бобриця                                  | —                   | —           | —           | —           | —      | —                | —                     | —     | —                                          | 14                                                            | 14     | —                                  |
| селище Жорнівка                                 | —                   | —           | —           | —           | —      | —                | —                     | —     | —                                          | 19                                                            | 19     | —                                  |
| село Забір'я                                    | —                   | —           | 1           | —           | —      | —                | —                     | —     | —                                          | 24                                                            | 24     | —                                  |
| селище Малютянка                                | —                   | —           | —           | —           | —      | —                | —                     | —     | —                                          | 15                                                            | 15     | —                                  |
| село Будаївка                                   | —                   | —           | 1           | 1           | —      | —                | —                     | —     | —                                          | 20                                                            | 20     | —                                  |
| слобідка при Липовому Скитку                    | —                   | —           | —           | —           | —      | —                | —                     | —     | —                                          | 8                                                             | 8      | —                                  |
| селище Данилівка                                | —                   | —           | —           | —           | —      | —                | —                     | —     | —                                          | 31                                                            | 31     | —                                  |
| село Плесецьке                                  | —                   | —           | 1           | 2           | —      | —                | —                     | —     | —                                          | 98                                                            | 98     | —                                  |
| селище Офірна                                   | —                   | —           | —           | —           | —      | —                | —                     | —     | —                                          | 17                                                            | 17     | —                                  |
| село Мотивилівка                                | —                   | —           | 2           | 1           | —      | —                | —                     | —     | —                                          | 100                                                           | 100    | —                                  |
| село Борова                                     | —                   | —           | 1           | 1           | —      | —                | —                     | —     | —                                          | 10                                                            | 10     | —                                  |
| селище Солтанівка                               | —                   | —           | —           | —           | —      | —                | —                     | —     | —                                          | 6                                                             | 6      | —                                  |
| містечко Васильків                              | —                   | —           | 3           | 3           | —      | —                | —                     | —     | —                                          | 343                                                           | 343    | —                                  |
| село Хамбиків                                   | —                   | —           | 1           | 1           | —      | —                | —                     | —     | —                                          | 32                                                            | 32     | —                                  |
| село Бугаївка                                   | —                   | —           | 2           | 2           | —      | —                | —                     | —     | —                                          | 137                                                           | 137    | —                                  |
| слобідка Копачів                                | —                   | —           | —           | —           | —      | —                | —                     | —     | —                                          | 12                                                            | 12     | —                                  |
| селище Безрадичі                                | —                   | —           | —           | —           | —      | —                | —                     | —     | —                                          | 62                                                            | 62     | —                                  |
| село Нові Безрадичі                             | —                   | —           | 2           | 1           | —      | —                | —                     | —     | —                                          | 48                                                            | 48     | —                                  |
| слобідка Гудимівська                            | —                   | —           | —           | —           | —      | —                | —                     | —     | —                                          | 30                                                            | 30     | —                                  |
| село Нещерів                                    | —                   | —           | 1           | 1           | —      | —                | —                     | —     | —                                          | 45                                                            | 45     | —                                  |
| містечко Обухів                                 | —                   | —           | 3           | 2           | —      | —                | —                     | —     | 360                                        | —                                                             | 360    | —                                  |
| село Красне                                     | —                   | —           | 1           | 1           | —      | —                | —                     | —     | —                                          | 34                                                            | 34     | —                                  |
| село Долина                                     | —                   | —           | 1           | 1           | —      | —                | —                     | —     | —                                          | 31                                                            | 31     | —                                  |
| село Черняхів                                   | —                   | —           | 2           | 1           | —      | —                | —                     | —     | —                                          | 132                                                           | 132    | —                                  |
| село Верем'я                                    | —                   | —           | 1           | 1           | —      | —                | —                     | —     | —                                          | 29                                                            | 29     | —                                  |
| село Стрітівка                                  | —                   | —           | 1           | 1           | —      | —                | —                     | —     | —                                          | 56                                                            | 56     | —                                  |
| містечко Стайки                                 | —                   | —           | 2           | 1           | —      | —                | —                     | —     | —                                          | 136                                                           | 136    | —                                  |
| село Витачів                                    | —                   | —           | 2           | 1           | —      | —                | —                     | —     | —                                          | 95                                                            | 95     | —                                  |
| село Халеп'я                                    | —                   | —           | 2           | 1           | —      | —                | —                     | —     | —                                          | 74                                                            | 74     | —                                  |
| село Жуківці                                    | —                   | —           | 1           | 1           | —      | —                | —                     | —     | —                                          | 69                                                            | 69     | —                                  |
| містечко Трипілля                               | —                   | —           | 4           | 3           | —      | —                | —                     | —     | —                                          | 140                                                           | 140    | —                                  |
| селище Дерев'яна                                | —                   | —           | —           | —           | —      | —                | —                     | —     | —                                          | 36                                                            | 36     | —                                  |
| селище Злодіївка                                | —                   | —           | —           | —           | —      | —                | —                     | —     | —                                          | 26                                                            | 26     | —                                  |
| селище Козин                                    | —                   | —           | —           | —           | —      | —                | —                     | —     | —                                          | 26                                                            | 26     | —                                  |
| село Великі Дмитровичі                          | —                   | —           | 1           | 1           | —      | —                | 2                     | —     | —                                          | 85                                                            | 87     | —                                  |
| село Малі Дмитровичі                            | —                   | —           | 1           | 1           | —      | —                | —                     | —     | —                                          | 61                                                            | 61     | —                                  |
| село Підгірці                                   | —                   | —           | 1           | 1           | —      | —                | —                     | —     | —                                          | 63                                                            | 63     | —                                  |
| село Креничі                                    | —                   | —           | 1           | 1           | —      | —                | —                     | —     | —                                          | 24                                                            | 24     | —                                  |
| село Гвоздів                                    | —                   | —           | 1           | 1           | —      | —                | —                     | —     | —                                          | 69                                                            | 69     | —                                  |
| село Ходосівка                                  | —                   | —           | 1           | 1           | —      | —                | —                     | —     | —                                          | 51                                                            | 51     | —                                  |
| село Лісники                                    | —                   | —           | 1           | 1           | —      | —                | —                     | —     | —                                          | 27                                                            | 27     | —                                  |
| село Пирогів                                    | —                   | —           | 1           | 1           | —      | —                | —                     | —     | —                                          | 31                                                            | 31     | —                                  |
| слобідка Віта                                   | —                   | —           | —           | —           | —      | —                | —                     | —     | —                                          | 23                                                            | 23     | —                                  |
| слобідка при Голосіївській пустині              | —                   | —           | —           | —           | —      | —                | —                     | —     | —                                          | 5                                                             | 5      | —                                  |
| селище Мишоловка                                | —                   | —           | —           | —           | —      | —                | —                     | —     | —                                          | 22                                                            | 22     | —                                  |
| село Хотів                                      | —                   | —           | 1           | 1           | —      | —                | —                     | —     | —                                          | 39                                                            | 39     | —                                  |
| село Янковичи                                   | —                   | —           | 2           | 1           | —      | —                | —                     | —     | —                                          | 52                                                            | 52     | —                                  |
| село Рославичі                                  | —                   | —           | 2           | 1           | —      | —                | —                     | —     | —                                          | 52                                                            | 52     | —                                  |
| слобідка Мала Бугаївка                          | —                   | —           | —           | —           | —      | —                | —                     | —     | —                                          | 15                                                            | 15     | —                                  |
| село Крушинка                                   | —                   | —           | 1           | 1           | —      | —                | —                     | —     | —                                          | 23                                                            | 23     | —                                  |
| село Глеваха                                    | —                   | —           | 1           | 1           | —      | —                | —                     | —     | —                                          | 71                                                            | 71     | —                                  |
| селище Мархалівка                               | —                   | —           | —           | —           | —      | —                | —                     | —     | —                                          | 11                                                            | 11     | —                                  |
| селище Юрівка                                   | —                   | —           | —           | —           | —      | —                | —                     | —     | —                                          | 11                                                            | 11     | —                                  |
| село Боярка                                     | —                   | —           | 1           | 1           | —      | —                | —                     | —     | —                                          | 15                                                            | 15     | —                                  |
| село Крюківщина                                 | —                   | —           | 1           | 1           | —      | —                | —                     | —     | —                                          | 10                                                            | 10     | —                                  |
| село Гатне                                      | —                   | —           | 1           | 1           | —      | —                | —                     | —     | —                                          | 28                                                            | 28     | —                                  |
| село Петропавлівська Борщагівка                 | —                   | —           | 1           | —           | —      | —                | —                     | —     | —                                          | 18                                                            | 18     | —                                  |
| селище Софіївська Борщагівка                    | —                   | —           | —           | —           | —      | —                | —                     | —     | —                                          | 11                                                            | 11     | —                                  |
| село Братська Борщагівка                        | —                   | —           | 1           | 1           | —      | —                | —                     | —     | —                                          | 23                                                            | 23     | —                                  |
| селище Михайлівська Борщагівка                  | —                   | —           | —           | —           | —      | —                | —                     | —     | —                                          | 17                                                            | 17     | —                                  |
| селище Микільська Борщагівка                    | —                   | —           | —           | —           | —      | —                | —                     | —     | —                                          | 11                                                            | 11     | —                                  |
| село Жиляни                                     | —                   | —           | 1           | 1           | —      | —                | —                     | —     | —                                          | 24                                                            | 24     | —                                  |
| селище Совки                                    | —                   | —           | —           | —           | —      | —                | —                     | —     | —                                          | 24                                                            | 24     | —                                  |
| слобідка при палаці Нижньолибідському           | —                   | —           | —           | —           | —      | —                | —                     | —     | —                                          | 28                                                            | 28     | —                                  |
| село Звіринець                                  | —                   | —           | 1           | 1           | —      | —                | —                     | —     | —                                          | 48                                                            | 48     | —                                  |
| слобідка Поликѣ                                 | —                   | —           | 1           | —           | —      | —                | —                     | —     | —                                          | 23                                                            | 23     | —                                  |
| слобідка Воскресенська                          | —                   | —           | 1           | 1           | —      | —                | —                     | —     | 85                                         | —                                                             | 85     | —                                  |
| село Кухмістерське                              | —                   | —           | 1           | 1           | —      | —                | —                     | —     | —                                          | 25                                                            | 25     | —                                  |
| 1. хутір Киево-Межигірського монастиря          | —                   | —           | 2           | 1           | —      | —                | —                     | —     | —                                          | 1                                                             | 1      | —                                  |
| 2. хутір Мощун того ж монастиря                 | —                   | —           | —           | —           | —      | —                | —                     | —     | —                                          | 4                                                             | 4      | —                                  |
| 3. хутір Горянка                                | —                   | —           | —           | —           | —      | —                | —                     | —     | —                                          | 8                                                             | 8      | —                                  |
| 4. хутір Горянкѣ ж                              | —                   | —           | —           | —           | —      | —                | —                     | —     | —                                          | 1                                                             | 1      | —                                  |
| 5. хутір Зарковщинѣ                             | —                   | —           | —           | —           | —      | —                | —                     | —     | —                                          | 1                                                             | 1      | —                                  |
| 6. хутір Печерського монастиря                  | —                   | —           | —           | —           | —      | —                | —                     | —     | —                                          | 1                                                             | 1      | —                                  |
| 7. хутір Котурѣ                                 | —                   | —           | —           | —           | —      | —                | —                     | —     | —                                          | 1                                                             | 1      | —                                  |
| 8. хутір Видрѣ                                  | —                   | —           | —           | —           | —      | —                | —                     | —     | —                                          | 2                                                             | 2      | —                                  |
| 9. хутір Любка                                  | —                   | —           | —           | —           | —      | —                | —                     | —     | —                                          | 1                                                             | 1      | —                                  |
| 10. хутір Дзвінкове                             | —                   | —           | —           | —           | —      | —                | —                     | —     | —                                          | 11                                                            | 11     | —                                  |
| 11. хутір Сподарець                             | —                   | —           | —           | —           | —      | —                | —                     | —     | —                                          | 10                                                            | 10     | —                                  |
| 12. хутір Деревянчинѣ                           | —                   | —           | —           | —           | —      | —                | —                     | —     | —                                          | 1                                                             | 1      | —                                  |
| 13. хутір Богаєвськомѣ                          | —                   | —           | —           | —           | —      | —                | —                     | —     | —                                          | 2                                                             | 2      | —                                  |
| 14. хутір Козіївка                              | —                   | —           | —           | —           | —      | —                | —                     | —     | —                                          | 11                                                            | 11     | —                                  |
| 15. хутір Стоячинѣ                              | —                   | —           | —           | —           | —      | —                | —                     | —     | —                                          | 1                                                             | 1      | —                                  |
| 16. хутір Перевіз                               | —                   | —           | —           | —           | —      | —                | —                     | —     | —                                          | 6                                                             | 6      | —                                  |
| 17. хутір Щербаніовкѣ                           | —                   | —           | —           | —           | —      | —                | —                     | —     | —                                          | 10                                                            | 10     | —                                  |
| 18. хутір Бородавчинѣ                           | —                   | —           | —           | —           | —      | —                | —                     | —     | —                                          | 1                                                             | 1      | —                                  |
| 19. хутір Германовкѣ                            | —                   | —           | —           | —           | —      | —                | —                     | —     | —                                          | 1                                                             | 1      | —                                  |
| 20. хутір протопопа Борзаковського              | —                   | —           | —           | —           | —      | —                | —                     | —     | —                                          | 2                                                             | 2      | —                                  |
| 21. хутір Гнилетчнѣ                             | —                   | —           | —           | —           | —      | —                | —                     | —     | —                                          | 1                                                             | 1      | —                                  |
| 22. хутір ветѣ Видубицького монастиря           | —                   | —           | —           | —           | —      | —                | —                     | —     | —                                          | 1                                                             | 1      | —                                  |
| 23. хутір ветѣ Печерського монастиря            | —                   | —           | —           | —           | —      | —                | —                     | —     | —                                          | 3                                                             | 3      | —                                  |
| 24. хутір Коновскомѣ                            | —                   | —           | —           | —           | —      | —                | —                     | —     | —                                          | 1                                                             | 1      | —                                  |
| 25. хутір ветѣ Михайлівського монастиря         | —                   | —           | —           | —           | —      | —                | —                     | —     | —                                          | 2                                                             | 2      | —                                  |
| 26. хутір Сахравичинѣ                           | —                   | —           | —           | —           | —      | —                | —                     | —     | —                                          | 3                                                             | 3      | —                                  |
| 27. хутір ветѣ Микільського монастиря           | —                   | —           | —           | —           | —      | —                | —                     | —     | —                                          | 1                                                             | 1      | —                                  |
| 28. хутір Комарничинѣ                           | —                   | —           | —           | —           | —      | —                | —                     | —     | —                                          | 3                                                             | 3      | —                                  |
| 29. хутір Багранѣ                               | —                   | —           | —           | —           | —      | —                | —                     | —     | —                                          | 2                                                             | 2      | —                                  |
| 30. хутір Липецькомѣ                            | —                   | —           | —           | —           | —      | —                | —                     | —     | —                                          | 1                                                             | 1      | —                                  |
| 31. хутір попа Яворського                       | —                   | —           | —           | —           | —      | —                | —                     | —     | —                                          | 1                                                             | 1      | —                                  |
| 32. хутір Ковпит                                | —                   | —           | —           | —           | —      | —                | —                     | —     | —                                          | 1                                                             | 1      | —                                  |
| 33. хутір Софійського монастиря                 | —                   | —           | —           | —           | —      | —                | —                     | —     | —                                          | 1                                                             | 1      | —                                  |
| У Остерському повіті:                           |                     |             |             |             |        |                  |                       |       |                                            |                                                               |        |                                    |
| село Зазим'я                                    | —                   | —           | 1           | 1           | —      | —                | —                     | —     | —                                          | 44                                                            | 44     | —                                  |
| селище Погреби                                  | —                   | —           | —           | —           | —      | —                | —                     | —     | —                                          | 30                                                            | 30     | —                                  |
| містечко Бровари                                | 1                   | —           | 2           | 3           | —      | 15               | 93                    | —     | —                                          | 41                                                            | 149    | —                                  |
| Всього у сотні Київській                        | 151                 | 1304        | 129         | 70          | 3      | 15               | 162                   | 1514  | 766                                        | 3706                                                          | 6163   | 22256                              |